# Gabriel Cuñado
Gabriel Cuñado o bien Gabriel Cuñado Martín y nacido como Gabriel Cuñado-Aldeán y Martín (Valladolid, Reino de España, ca. 1785 - San Salvador de Jujuy de la provincia homónima, Confederación Argentina, ca. 1854) era un médico castellano-español y funcionario argentino que llegó al Virreinato del Perú hacia 1807 y actuara como profesional de la sanidad del bando realista en la Guerra de Independencia rioplatense, en 1812.

Al no ser militar y su bando haber perdido en las batallas del norte de las Provincias Unidas del Río de la Plata, cayendo todos prisioneros, se lo liberó bajo juramento de que jamás volvería a tomar las armas contra la revolución americana, por lo cual, siendo fiel a su palabra terminó desertando y se radicó en la intendencia de Salta del Tucumán, adonde ejerció como médico universitario. En el año 1838 volvió a actuar pero esta vez del lado argentino como profesional sanitario en la Guerra entre las confederaciones Argentina y Peruano-Boliviana. Posteriormente en dos períodos ocupó el cargo de diputado provincial por el departamento Capital de 1846 a 1847 y por el departamento Humahuaca a finales de 1852.

Le tocó hacer el reconocimiento de los despojos del general Juan Galo Lavalle en 1841 y formular el certificado de enfermedad del presidente boliviano exiliado José Miguel de Velasco en 1850. Era cuñado del coronel Silvestre Cau de Atienza, quien fuera en 1879 gobernador interino de la provincia de Jujuy, padre del médico naval Federico R. Cuñado y suegro de Enriqueta Rebuffo Posadas que era a su vez una tataranieta del director supremo Gervasio Antonio de Posadas y sobrina bisnieta segunda del sucesor Carlos María de Alvear.

## Biografía hasta el reconocimiento legal del protomedicato

### Origen familiar y primeros años

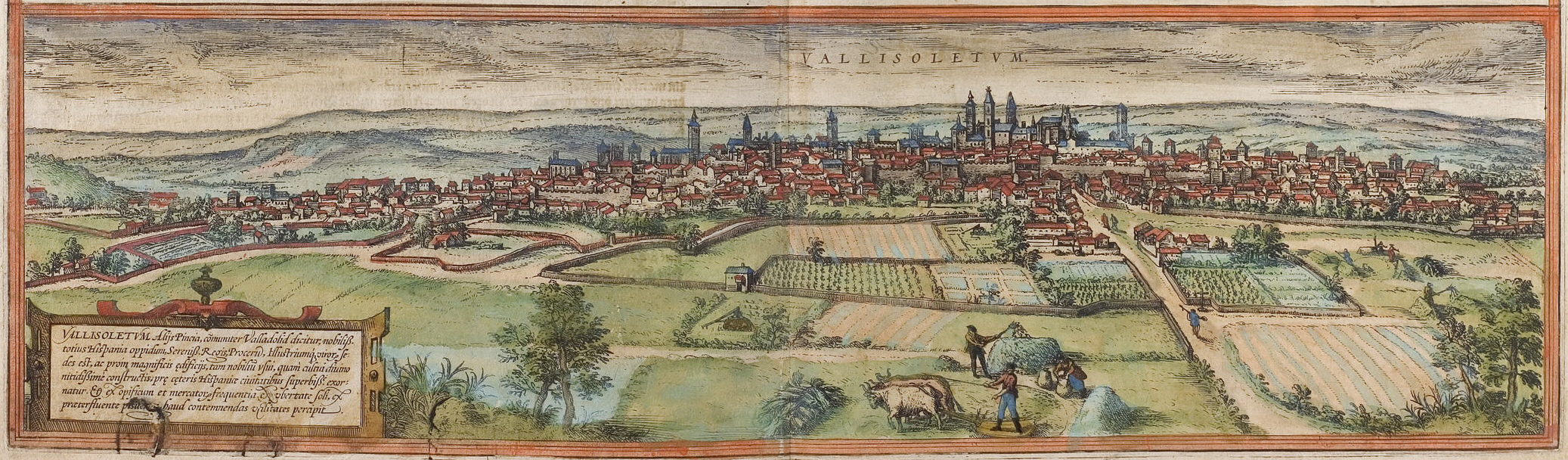
Valladolid a finales del

Gabriel Cuñado-Aldeán y Martín había nacido hacia 1785 en la ciudad de Valladolid de Castilla la Vieja, la cual formaba parte del Reino de España. Sus padres eran Ildefonsa Martín y su marido Gabriel Cuñado-Aldeán Ortiz (n. Valladolid, ca. 1750), quien fuera hermano de Polonia Cuñado y ambos a su vez eran hijos de Francisco Cuñado-Aldeán y de su primera esposa Antonia Ortiz (ca. 1730-antes de 1764).
Por lo tanto Gabriel Cuñado-Aldeán y Martín era bisnieto de Francisco Cuñado Aldeán (n. Valladolid, ca. 1696), cuya hermana se llamaba Bernarda, y tataranieto del homónimo Francisco Cuñado (n. ib., ca. 1661) y de su esposa Petrona Aldeán.
Gabriel tenía un hermano mayor que se quedaría en España llamado Manuel Cuñado-Aldeán y Martín (n. Valladolid, ca. 1780) y en donde se unió en matrimonio con María González Aguado, siendo hija de Manuel González y de su esposa Agustina Aguado, y quienes tuvieron por lo menos dos hijos: Lorenzo Justiniano (n. ib., 5 de septiembre de 1810) y Benito Deogracino Cuñado González (n. ib., 22 de marzo de 1813).

### Estudios universitarios en Europa

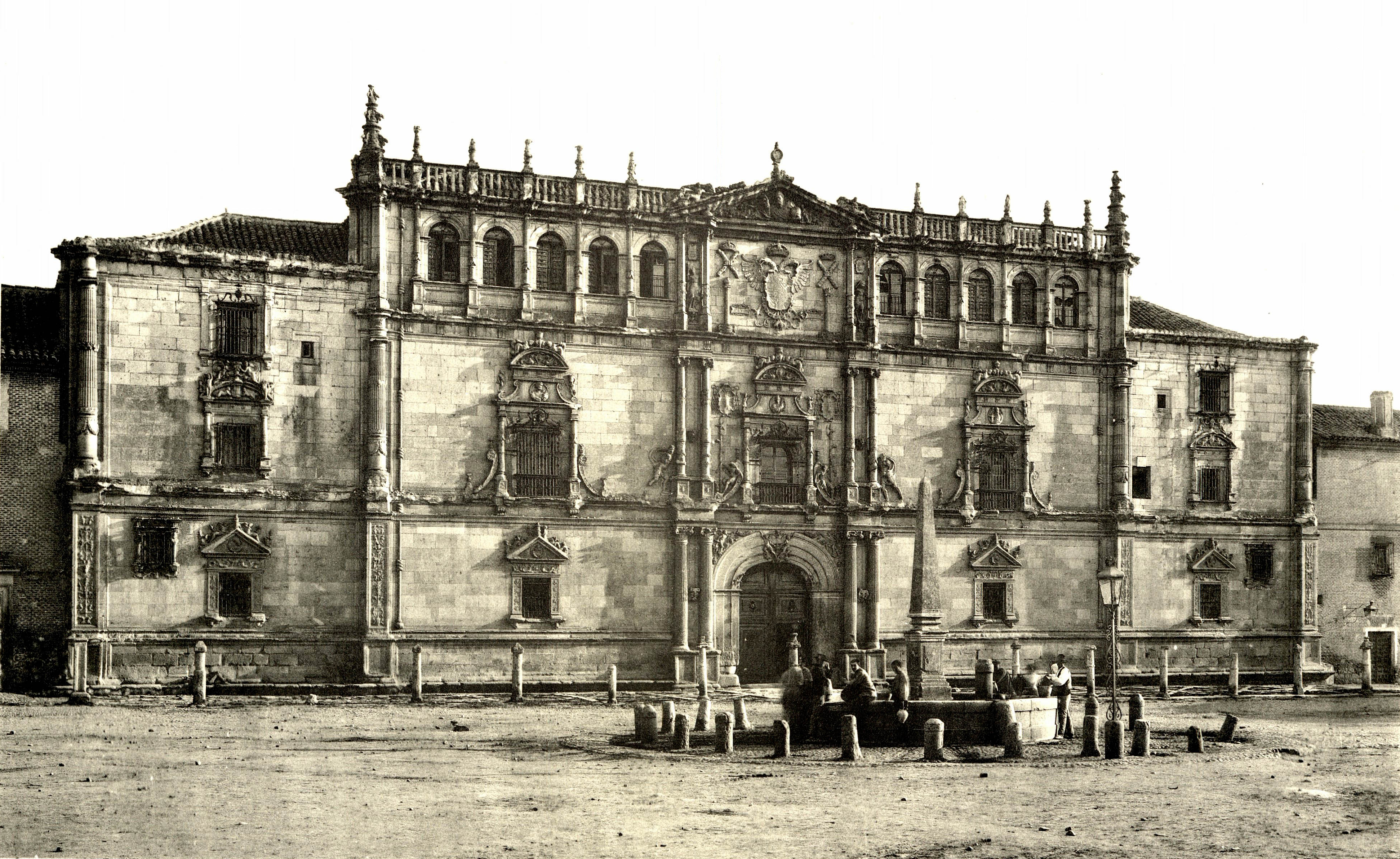
Universidad de Madrid (fotografía de 1891), en Alcalá de Henares.

Gabriel Cuñado Martín se había recibido de médico peninsular hacia 1806, en la que unas décadas después se llamaría Universidad Central de Madrid.

### Migración a la Sudamérica española
Hacia 1807 el médico Gabriel Cuñado decidió migrar a la Sudamérica española, embarcando desde Cádiz para arribar a Cartagena de Indias, en el Virreinato de Nueva Granada, para continuar su viaje por vía terrestre a Lima, capital del Virreinato del Perú, ya que era la sede del «Protomedicato General».

### Primer trabajo en el virreinato rioplatense
Una vez en dicha capital, inició trámites allí para poder ejercer su profesión. Mientras tanto esperaba ser reconocido en la misma, le encomendaron —a través de Indalecio González de Socasa y el asentista del Real Situado, Tomás Villota— conducir el Situado Potosino en 1807 con destino a la ciudad de Buenos Aires, capital del Virreinato del Río de la Plata, pero una vez en viaje, al enterarse del sitio de dicha ciudad en la segunda invasión inglesa el 4 de julio, debió detenerse en la ciudad de Tucumán.
Villota, dio la orden a Juan Félix Ezcurra, residente en Santiago del Estero —el yerno de José Antonio López de Velasco quien fuera ministro de la Real Hacienda— para que fuera hacia esa ciudad, recibiese los caudales y los llevase el día 7 de julio a Buenos Aires que ya había sido liberada del asedio británico.

## Profesional de la sanidad durante la Guerra de la Independencia Argentina

### Médico del Ejército Realista durante el Éxodo Jujeño

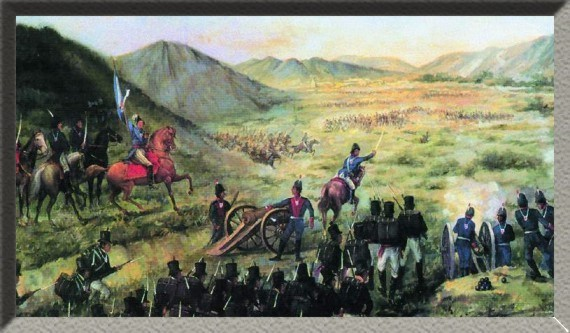
Batalla de Salta.

Por fin, luego de años de espera, el Tribunal del Real Protomedicato de Lima le autorizó el título peninsular de médico el 3 de abril de 1812. Una vez reconocido este, pasaría a formar parte como médico militar del Ejército Realista de Juan Pío Tristán para hacer frente a la Guerra de la Independencia Argentina que partió con sus tropas en el mes de junio, para pasar hacia el sur por la Quebrada de Humahuaca.
Al enterarse el general Manuel Belgrano del avance del numeroso ejército realista, reclamó ante el gobierno de Buenos Aires los refuerzos necesarios para la resistencia, pero debido a que las autoridades del Primer Triunvirato y su asesor privado de gobierno Miguel Mariano de Villegas —además de jurisconsulto y síndico procurador general del cabildo bonaerense— estaban ocupados en vencer a los realistas de Montevideo, se los denegó.
A pesar de ello, el general Belgrano, junto a los habitantes de Jujuy y algunos refugiados de Chichas y Tarija, abandonaron sus hogares y dejaron sin víveres a las tropas realistas invasoras. Todos estos fueron ayudados activamente por los hermanos vasco-españoles radicados en la ciudad de Salta, el militar y cabildante Francisco Asensio y su hermano Juan José de Lezama, con sus respectivas familias.

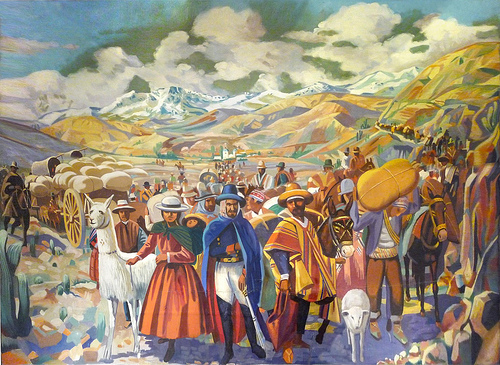
El Éxodo Jujeño, en 1812 (anónimo del Museo Histórico Provincial de Jujuy).

El 23 de agosto del citado año, el ejército patriota también procedió a retirarse, completando así el Éxodo Jujeño, llevándose el ganado e incendiando las cosechas para desguarnecer al enemigo realista. El general Belgrano fue el último en dejar la ciudad deshabitada.
El doctor Cuñado formando parte de las tropas realistas llegarían el 26 de agosto a la desolada villa de Jujuy. Luego, al dirigirse las tropas hacia el sur, terminaría participando en la batalla de Tucumán el 24 y 25 de septiembre del mismo año pero al ser derrotado por el Ejército del Norte —al mando del general Belgrano y secundado por el coronel Eustoquio Díaz Vélez— debieron retroceder hacia el norte.
Vencidos en el anterior enfrentamiento, volverían a combatir en la batalla de Salta el 20 de febrero de 1813, en donde sufrirían una gran derrota a manos patriotas, cayendo todos prisioneros, inclusive el doctor Gabriel Cuñado y el brigadier Juan Pío Tristán, entre otros, pero fueron puestos en libertad luego de jurar que no volverían a tomar las armas contra la revolución americana.

### Deserción del bando realista y primer doctor en medicina de Jujuy

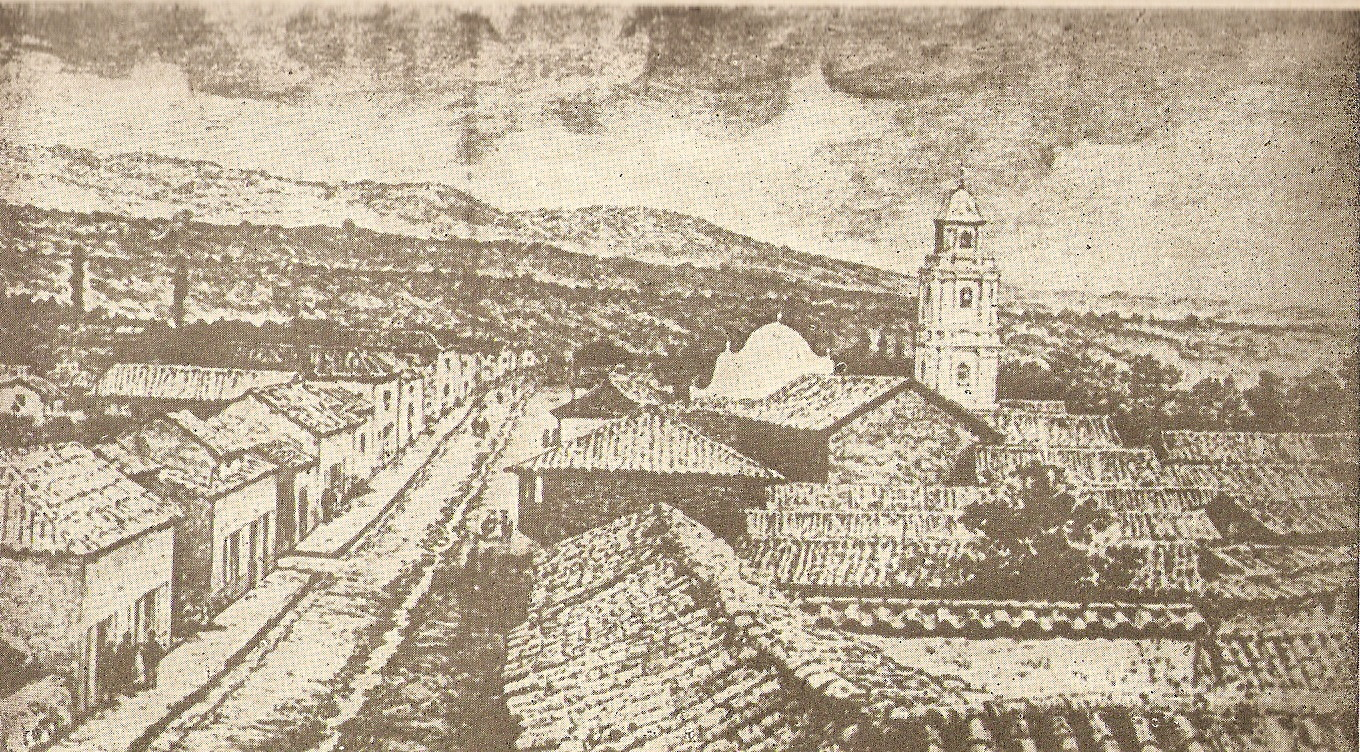
Vista de Jujuy a fines del. Resalta nítidamente la torre del campanario de la iglesia matriz.

Al retirarse el Ejército Realista al Alto Perú, el doctor Gabriel Cuñado habiendo sido liberado y salvado su vida, eligiría desertar de aquel ya que no era militar de carrera y cumpliendo su juramento decidió radicarse en Jujuy, abriendo la primera botica de la villa.
El médico Miguel Tafur comunicó el 27 de julio de 1815 al virrey del Perú y marqués de la Concordia, José Fernando de Abascal, que había librado el título de profesor de cirugía médica al doctor Gabriel Cuñado que lo había sido del ejército del Alto Perú. Finalmente el citado virrey ordenó otorgarle dicho título.
En el año 1826, recién sería autorizado para poder ejercer como médico cirujano titulado de la ciudad San Salvador de Jujuy. Por nota dirigida al teniente de gobernador en el citado año, terminaría obsequiando en agradecimiento a la comunidad un botiquín de primeros auxilios, pidiendo que se le exima de la patente.

## Autonomía provincial y médico del Ejército Argentino contra Bolivia

### Fundación de la nueva provincia de Jujuy
El 18 de noviembre de 1834, San Salvador de Jujuy, su zona de influencia y la tenencia de gobierno de la Puna —con jurisdicción sobre los actuales departamento de Cochinoca, de Rinconada, de Santa Catalina y de Yavi— proclamaron la autonomía provincial, independizándose definitivamente de la provincia de Salta luego de la Jura en Yavi el 22 de noviembre, con el beneplácito del teniente coronel Fernando María Campero Barragán.
De esta forma el coronel José María Fascio —un hispano-andaluz del bando realista durante la guerra de independencia como el hispano-castellano Gabriel Cuñado— que ejercía la administración de la entonces tenencia de gobierno de Jujuy fue quien llamara a Cabildo Abierto.
Finalmente el teniente de gobernador Fascio terminó siendo nombrado gobernador provisorio de Jujuy, por lo cual, dejaría de tener vigencia el título de profesor del doctor Cuñado en la nueva provincia. En cuanto a la Puna jujeña el 28 de noviembre del mismo año nombró como teniente de gobernador de la misma a Luis Paredes que era residente de la localidad de Yavi y amigo del citado teniente coronel Campero, quien fuera hijo y heredero del último marqués Juan José Feliciano Fernández Campero.

### Consecuencias de la guerra entre ambas confederaciones
Con estos nuevos acontecimientos, el doctor Gabriel Cuñado volvía a actuar como profesional sanitario militar desde 1838 pero esta vez en la Guerra entre las confederaciones Argentina y Peruano-Boliviana, que se había iniciado el 19 de mayo de 1837, y aunque la Argentina salió derrotada en dicha contienda, se consideró al médico Cuñado como un héroe de la ciencia ya que había salvado cientos de vidas y curado a miles de heridos.
Luego de la guerra, si bien la gloria militar la obtuvo la vecina confederación, solo aconteció en el Frente Argentino ya que en el contexto de la Guerra contra la Confederación Perú-Boliviana iniciada en 1836 por Chile y los peruanos disidentes, la caída del supremo protector Andrés de Santa Cruz provocaría que los argentinos obtuvieran la victoria diplomática al conseguir la soberanía en marzo de 1839 de los territorios litigados de la Puna jujeña —actuales departamentos de Rinconada, de Santa Catalina, de Cochinoca y de Yavi— que había sido invadida por Bolivia en 1826 y ocupada desde el 28 de agosto de 1837, tomando prisionero a su entonces teniente de gobernador Juan Cáceres, y además recuperaron los territorios salteños de Iruya y de Santa Victoria que habían sido ocupados desde el 29 de agosto del mismo año.
Aunque no fue así con el territorio de Tarija que también había sido anexada desde 1826, pero al final de dicho conflicto bélico los argentinos dejaron que su población eligiera su futuro, el cual sería la República de Bolivia. Dicha decisión popular no sería aceptada por la Argentina hasta cinco décadas después.

### Título de profesor de Medicina en la nueva provincia
En el año 1839, la Cámara de Representantes de la nueva provincia de Jujuy terminó por refrendar el título de profesor de Medicina al doctor Cuñado que le había sido otorgado en el pasado en la ciudad de Salta, capital de la provincia homónima.

## Autopsia forense del general unitario Lavalle durante las guerras civiles argentinas
Luego de la guerra, el doctor Gabriel Cuñado siguió ejerciendo en Jujuy como médico titular hasta 1842.

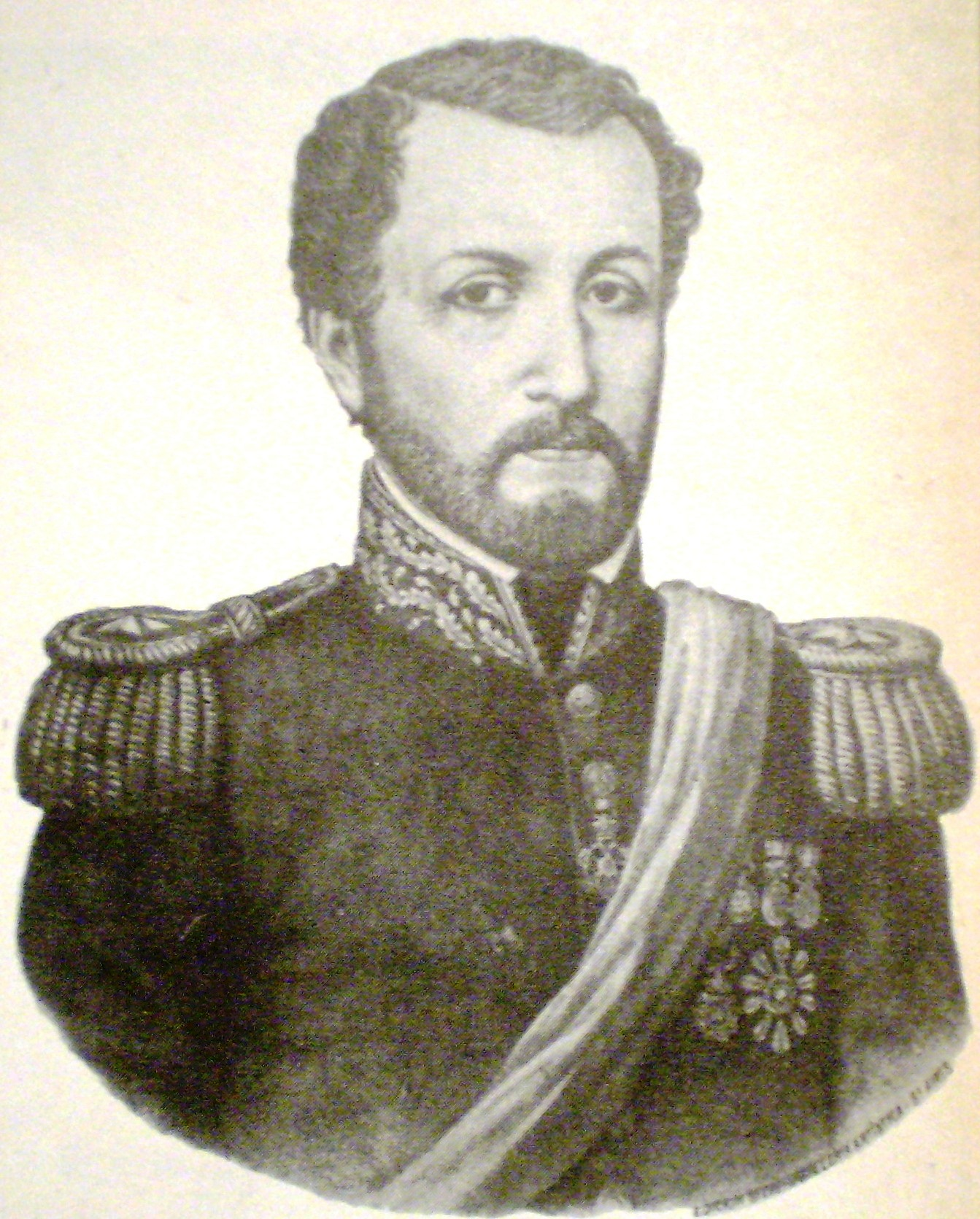
General unitario Juan Lavalle.

De hecho como tal, un año antes, le había tocado reconocer el cadáver del general Juan Galo Lavalle, ubicado en su vivienda jujeña, y al entrar el doctor Cuñado en la casa por la puerta delantera y contemplar los despojos de aquel tendido en el zaguán, dejaría asentado en su informe médico lo siguiente:

[...] Luego de pisar el umbral de la puerta de calle, noté cerca de ésta tres gotas de sangre y un gran charco de la misma al llegar al arco del zaguán, donde estaba el cadáver en decúbito dorsal, con una herida, al parecer de bala, en la base del esternón.

Confederación Argentina en 1841 con la nueva provincia de Jujuy pero sin la Puna de Atacama (anexada por la nueva República de Bolivia desde 1826-1879 y luego por la de Chile hasta 1884) ni la actual provincia de Misiones (ocupada aquel año por el Estado Autónomo del Paraguay —y posterior república independiente— desde 1834 hasta 1865), con la Coalición del Norte (en verde), la nueva Liga Federal rosista (en celeste) y la expedición de Juan Galo Lavalle (en líneas violetas) hasta su muerte en Jujuy, y el traslado de su cadáver a Tarija.

Constituyendo dicho informe de un gran valor histórico ya que este médico español que desertara de las filas realistas para dedicarse a su profesión en la villa de Jujuy, no pertenecía a ningún bando de las guerras civiles argentinas y como tal, tampoco podría participar en el supuesto juramento formulado por los amigos de Lavalle, ya que ni conocía a este ni a sus compañeros, sumado a su referencia respecto del orificio de entrada del proyectil, además de la falta de chamuscado y de tatuajes de carbón en la herida, se reveló incompatible con la presunción del suicidio.
Por lo tanto y remitiéndose a las pruebas, se llegó a la conclusión de que el general Lavalle había muerto en un tiroteo casual en esta ciudad el 9 de octubre de 1841, debido a que los federales al tener conocimiento de la casa donde se encontraba aquel y al ir a detenerlo, dispararon a la cerradura de la puerta y una de las balas que la atravesó, hirió a Lavalle, quien murió horas más tarde en el citado día.

### Comitiva unitaria de los despojos de Lavalle liderada por el coronel Del Campo
Los unitarios lograron hacerse de los restos de su líder, cubriéndolos con una bandera argentina y un poncho, para luego dirigirse hacia el norte, a través de la Quebrada de Humahuaca, acompañándolo una comitiva de la que formaba parte el teniente coronel Juan Estanislao del Campo —padre del literato homónimo— entre otros.
En Huacalera, a orillas del arroyo homónimo, descarnaron el cuerpo semi descompuesto, envolviendo las partes blandas con una bolsa de cuero que la enterraron cerca de la Capilla de la Inmaculada Concepción del pueblo antes citado. El corazón fue colocado en un recipiente con aguardiente, sus huesos lavados y puestos en una caja con arena seca, y su cabeza guardada en un recipiente con miel para facilitar su manejo y posterior escondite para que los federales no pudieran encontrarla y exhibirla en Buenos Aires.
Su cadáver, que sería llevado a la ciudad de Tarija y luego a Potosí, fueron recibidos en esta última ciudad con grandes honores por el gobierno boliviano, siendo finalmente inhumados, aunque en 1842, lo trasladarían momentáneamente a Valparaíso, en Chile.

## Médico del exiliado presidente boliviano Velasco y el hospital San Roque

### Breve invasión boliviana a Jujuy en busca de Campero
La derrota de los bolivianos y peruanos a manos de los chilenos en la batalla de Yungay trajo como consecuencias el fin de la Confederación Perú-Boliviana y el cese de la influencia de Andrés de Santa Cruz en Bolivia, además de descomprimir la frontera septentrional argentina y generar un statu quo impreciso entre la Quebrada de Humahuaca y la Puna jujeña, lo cual favoreció aún más al coronel Fernando Campero Barragán "el Marqués del Yavi" quien pudo recuperar la mayoría de su bienes heredados de su padre, el último marqués del Valle del Tojo, y continuar percibiendo los arriendos de los pobladores indígenas de Cochinoca y Casabindo.
Posteriormente surgieron hasta 6 alzamientos en dicha república en nombre de Santa Cruz y una invasión comandada por un tal mayor Vargas en el norte de la provincia de Jujuy el 15 de julio de 1843, con el objetivo de buscar al coronel boliviano Fernando Campero. Al no encontrarlo se llevaron presos a los oficiales bolivianos Gabino Roso, Francisco Llanos y José María Aramayo que residían sin permiso en la citada provincia.
En la marcha y por falta de información por parte de los pobladores, apalearon a civiles, hirieron a un vecino, robaron algunas piezas de plata y se volvieron a su país. Según la opinón del doctor Gabriel Cuñado, la incursión en busca de Campero tenía como objetivo hacer que este revolucionase la Puna jujeña para anexarla a Bolivia.

### Derrocamiento del presidente de la vecina república
En la vecina República de Bolivia, luego que en el año 1848 el pueblo llano se rebelara en La Paz atacando al ejército y saqueando la casa de los ricos de la ciudad y que provocara el 6 de diciembre del mismo año la caída del presidente de facto, el general José Miguel de Velasco quien había ostentado la presidencia en otros tres cortos períodos más, el general Manuel Isidoro Belzu que ocupaba el cargo de ministro de guerra se impuso ante los amotinados en el citado año, en la batalla de Yamparáez, y fue declarado presidente provisional.

### Exilio presidencial a la Confederación Argentina y pedido boliviano de extradición

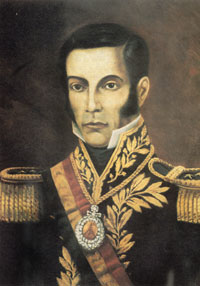
Presidente boliviano José Miguel de Velasco.

El expresidente Velasco emigró a la Confederación Argentina en junio de 1849, radicándose en la ciudad de Jujuy y en donde se le concedió el asilo político, pero al iniciarse en Bolivia su juicio de residencia lo mandaron a llamar. Por entonces su salud se encontraba quebrantada, por lo cual Velasco escribió una carta al gobernador jujeño Pedro Castañeda explicando su delicada situación, a lo que adjuntó un diagnóstico de tuberculosis en su estado crónico, según la sintomatología que presentaba dicho general, emitido por el doctor Grabriel Cuñado el 5 de abril de 1850 que lo había atendido al caer enfermo, expresaba lo siguiente:

Certifico que hace muchos años que el citado General está padeciendo una afeccion al pecho y pulmones, la cual se ha agravado en estos dias que se disponia á marchar á Bolivia; y segun los síntomas que se presentan de tos, esputos viscosos y purulentos que arroja, amenaza á una tisis pulmonar, por lo que lo considera el que suscribe que la enfermedad crónica que padece el recurrente General, es de gravedad y peligro, y que no debe, ni puede ponerse en camino, hasta que recupere su salud perdida, pues se expone a que deje de existir en su tránsito, y la humanidad exige en estos casos la clemencia. Es cuanto puede certificar é informar á V.E. el que firma, en obsequio de la verdad.
Jujuy, abril 5 de 1850
Gabriel Cuñado

Por lo expresado, el doctor Cuñado aconsejaba que el citado expresidente no siguiera el viaje a la vecina república ya que pudiera perder la vida en el trayecto. Dicho gobernador jujeño concedió el permiso de permanecer en la ciudad argentina hasta que pasase el invierno y que recuperara su salud, pero tendría que regresar a su país a principios de septiembre.

### Primer médico titular del nuevo hospital San Roque fundado por Zegada
Fray Escolástico Zegada Gorriti —un sobrino del canónigo José Ignacio y del doctor Juan Ignacio de Gorriti Cueto, siendo ambos hermanos y políticos— cuando era diputado provincial por el departamento de Yavi en 1844 fundó la «Sociedad de Beneficencia» y había insistido para que se construyera un hospital, y finalmente cumplió su objetivo el 1 de octubre de 1850, ya que quedaría inaugurado el nuevo hospital San Roque, adonde los doctores Gabriel Cuñado junto al cordobés Sabino O'Donnell —este se había casado en segundas nupcias en Jujuy, con la tucumana Josefa Pérez, y quien fuera un médico de la batalla de la Vuelta de Obligado contra la escuadra anglo-francesa, además de sobrino materno del general rosista Lucio Norberto Mansilla— serían incorporados como primeros médicos con título universitario.

## Diputado de la provincia de Jujuy

### Representante del departamento Capital
El 30 de noviembre de 1846, el doctor Gabriel Cuñado pasó a ocupar de forma interina como diputado de la provincia de Jujuy por el departamento Capital, en reemplazo de Manuel Padilla por sus notorias ausencias, ocupando dicho puesto hasta el 30 de noviembre de 1847, fecha que sería sucedido por Pedro Castañeda.

### Funcionario de Correos y conjuez de tribunal contra el exgobernador Iturbe
El doctor Cuñado actuaba desde enero de 1852 como administrador de Correos de la provincia de Jujuy. A la caída del gobernador bonaerense Juan Manuel de Rosas, quien fuera líder de la Confederación Argentina, el doctor Cuñado integró el 6 de marzo del mismo año, por decreto del nuevo gobernador jujeño José Benito Bárcena, como conjuez en el tribunal especial presidido por Mariano Cruz Pérez, junto a otros conjueces como Domingo Arenas, Fermín Quintana y Santiago Alvarado, además de dos suplentes y del fiscal José Luis Portal, para juzgar la conducta del depuesto exgobernador Mariano Iturbe y su partido —por la revolución de septiembre de 1851 que depuso al gobernador José López Villar y el asesinato del coronel unitario Mariano Santibáñez, que fuera presidente de la Legislatura provincial— por lo cual sería hallado culpable y fusilado en San Pedrito, en mayo del citado año.

### Diputado representante del departamento Humahuaca
El 30 de noviembre de 1852, el doctor Cuñado resultó elegido diputado de la provincia argentina de Jujuy, representando de esta manera al departamento de Humahuaca, sucediendo a José María de la Bárcena, pero dejó su escaño el 29 de enero de 1853, en el cual lo remplazó Ángel Marquiegui.

### Fallecimiento
El doctor Gabriel Cuñado fallecería hacia 1854 en San Salvador de Jujuy, capital de la provincia homónima que formaba parte de la entonces Confederación Argentina.

## Matrimonio y descendencia
El médico Gabriel Cuñado con unos 50 años de edad había contraído matrimonio tardíamente hacia 1835 con la muy joven quinceañera Francisca Cau de Atienza (Salta, ca. 1820-después de 1882), la hermana mayor del coronel Silvestre Cau (Salta, ca. 1825-Jujuy, 28 de julio de 1884) —este se había casado por primera vez con Josefa Mealla (San Salvador de Jujuy, ca. 1830-ib., 1880), con quien tuviera nueve hijos, y que fuera en 1879 gobernador interino de la provincia de Jujuy— siendo ambos hijos del francés Santiago Cau (Provenza, ca. 1785-Salta, 1840) quien fuera un hacendado europeo radicado alrededor de 1805 en Campo Santo de la intendencia de Salta del Tucumán, y de Martina de Atienza (n. Salta, ca. 1795), siendo su padre el novocastellano Antonio de Atienza (n. Cuenca, ca. 1765) que era ministro tesorero de la gobernación desde 1807.
Fruto del enlace entre Gabriel Cuñado y la muy joven Francisca Cau de Atienza —cuya familia radicada en Jujuy antes del éxodo homónimo, retornaron en agosto de 1813 a la misma villa— hubo cuatro hijos:
- Gabriela Cuñado-Cau (n. San Salvador de Jujuy, 1844) que hacia 1865 se mudaría al entonces ingenio Ledesma,[43] originado en 1778, y adonde tendría su hacienda —en la zona que había estado el fuerte colonial homónimo de 1623 a 1632— y el cual en 1899 daría origen al pueblo del mismo nombre.
- Gabriel Cuñado-Cau (n. ib., ca. 1846) fue un político elegido cuatro veces diputado de la provincia de Jujuy, en los años 1881,[44] 1882, 1891 y 1892.[44]
- Federico Rufino Cuñado-Cau (San Salvador de Jujuy, 1848[43][45][46]-La Plata, 1910)[47] era un médico recibido en la Universidad de Buenos Aires desde 1877 que llegaría a ser «cirujano de división» y al rango de capitán de fragata de la corbeta Chacabuco desde 1890,[48] por haber actuado años atrás en la Expedición Py y en la Conquista del Desierto de los generales Julio A. Roca y Conrado Villegas, actuando como cirujano de primera clase de la corbeta Cabo de Hornos desde 1878 del comandante Luis Piedrabuena,[46] y después de la guerra, en la Expedición Bove de 1881 a 1882 y luego obtuviera el título de doctor en 1883.[49] Posteriormente como teniente de navío del vapor Villarino actuó en la Expedición Lasserre en 1884. Se casó con Enriqueta Rebuffo Posadas[50] y tuvieron siete hijos, siendo la quinta hija Sofía Lucrecia Cuñado «Alola»[51][52] que se casó con el escribano-procurador Jacinto F. Villegas Arana, un hijo del doctor Miguel Francisco de Villegas y sobrino materno del gobernador bonaerense Dardo Rocha Arana.[49][53]
- José Severo Cuñado-Cau[32][54] (n. ib., 1853)[43][55] era un profesor de matemáticas que llegó a ser en 1869 vicerrector del primer «Colegio Nacional de San Salvador de Jujuy»[56][57] —siendo su primer rector José Benito de la Bárcena— además, en 1883 pasaría a ser vocal de la «Comisión Provincial de Educación», en 1884[32] fue elegido diputado provincial[32][58] que ejerció la presidencia de la Legislatura[58] y se unió en matrimonio en Jujuy con Dolores Ceballos[54] (n. ca. 1859 - f. antes de 1895),[55] con quien tuvo por lo menos cinco hijos:

- Gabriel Cirilo Cuñado (n. ib., e/ junio y 12 de agosto de 1879).
- Juan Carlos Cuñado (n. ib., e/ julio y 25 de septiembre de 1881).
- Sofía Elena Cuñado (n. ib., 1883).
- Juan Ernesto Cuñado (n. ib., e/ marzo y 30 de mayo de 1886).
- Luis Cuñado (n. ib., e/ julio y 28 de septiembre de 1888) quien también fuera elegido diputado en Jujuy en el año 1928 y que, en octubre de 1931, dirigiera a los radicales que no quisiesen seguir en la Unión Cívica Radical Antipersonalista porque se aliaba a los conservadores y a algunos socialistas —fundando así la Concordancia argentina— para que volvieran a unirse al partido de la «Unión Cívica Radical Tradicional».

Una vez fallecido el doctor Cuñado, su viuda Francisca Cau tomaría segundas nupcias hacia 1855 con el diputado jujeño viudo Alejo Belaúnde.